# Hemiteles hospes
Hemiteles hospes är en stekelart som beskrevs av Julius Theodor Christian Ratzeburg 1848. Hemiteles hospes ingår i släktet Hemiteles och familjen brokparasitsteklar. Inga underarter finns listade i Catalogue of Life.